# Mitrasacme exserta
Mitrasacme exserta är en tvåhjärtbladig växtart som beskrevs av Ferdinand von Mueller. Mitrasacme exserta ingår i släktet Mitrasacme och familjen Loganiaceae. Inga underarter finns listade i Catalogue of Life.